# Theranos
Theranos Inc. (/ˈθɛr.ən.oʊs/) a fost o corporație privată americană[5] care a fost prezentată ca o companie inovatoare în domeniul tehnologiei sănătății. Fondată în 2003 de Elizabeth Holmes, în vârstă de 19 ani, Theranos a strâns peste 700 de milioane de dolari de la capitaliști de risc și investitori privați, rezultând o evaluare de 10 miliarde de dolari la vârf în 2013 și 2014. Compania a susținut că a conceput teste de sânge care necesita cantități foarte mici de sânge și care putea fi efectuată rapid și precis, toate folosind dispozitive automate compacte pe care compania le dezvoltase. Aceste afirmații s-au dovedit a fi false.[4][6][7]
Un moment de cotitură a venit în 2015, când profesorul de cercetare medicală John Ioannidis și, mai târziu, profesorul de biochimie clinică Eleftherios Diamandis, împreună cu jurnalistul de investigație John Carreyrou de la The Wall Street Journal, au pus sub semnul întrebării validitatea tehnologiei Theranos. Compania s-a confruntat cu o serie de provocări legale și comerciale din partea autorităților medicale, a investitorilor, a Comisiei pentru Valori Mobiliare și Schimb (SEC) din SUA, a Centrelor pentru Servicii Medicare și Medicaid (CMS), a procurorilor generali ai statului, a foștilor parteneri de afaceri, a pacienților și a altora. [8] Până în iunie 2016, Forbes a estimat că valoarea netă personală a lui Holmes a scăzut de la 4,5 miliarde de dolari la „nimic”.[9] După câțiva ani de luptă, procese și sancțiuni din partea CMS, ceea ce a rămas din companie a fost dizolvat în septembrie 2018.[a]
Theranos, Holmes și fostul președinte al companiei Sunny Balwani au fost acuzați de fraudă de către SEC în 2018. Holmes și Balwani au fost, de asemenea, acuzați de fraudă electronică și conspirație, Holmes fiind găsit vinovat pentru patru capete de acuzare în ianuarie 2022 și condamnat în noiembrie la 11 ani și 3 luni de închisoare. Balwani a fost condamnat pentru toate cele 12 capete de acuzare aduse împotriva lui în iulie 2022, iar în decembrie 2022 a fost condamnat la 12 ani și 11 luni de închisoare și 3 ani de încercare.

## Istoric
În timp ce se afla la Universitatea Stanford, Elizabeth Holmes a avut o idee de a dezvolta un plasture purtabil care să ajusteze doza de administrare a medicamentelor și să informeze medicii despre variabilele din sângele pacienților.[10] Ea a început să dezvolte tehnologia lab-on-a-chip pentru testele de sânge, cu ideea de a înființa o companie care să facă testele de sânge mai ieftine, mai convenabile și mai accesibile pentru consumatori.[11] Holmes a renunțat la Stanford în 2003 și a folosit trustul educațional de la părinții ei pentru a fonda compania care mai târziu avea să se numească Theranos, derivată dintr-o combinație a cuvintelor „terapie” și „diagnostic”.[12][13][14] Numele inițial al companiei a fost „Real-Time Cures”,[15][16][17], pe care Holmes l-a schimbat după ce a decis că prea mulți oameni erau sceptici față de cuvântul „cura”.[15]

## Parteneriate
În 2012, Safeway a investit 350 de milioane de dolari în modernizarea a 800 de locații cu clinici care să ofere teste de sânge în magazine. După multe termene nerespectate și rezultate îndoielnice de la o clinică de testare la birourile corporative ale Safeway, afacerea a fost reziliată în 2015.[18] În 2013, Theranos a colaborat cu Walgreens pentru a oferi teste de sânge în magazine în mai mult de 40 de locații.[19] Deși se pare că testele de sânge Theranos au fost folosite la pacienții aflați în studii de droguri pentru GlaxoSmithKline și Pfizer, ambele companii au declarat în octombrie 2015 că nu existau proiecte active cu Theranos.[20][21] În iunie 2016, Walgreens și-a încheiat parteneriatul cu Theranos. În noiembrie 2016, a intentat un proces împotriva lui Theranos la tribunalul federal din Delaware pentru încălcarea contractului. În iunie 2017, Theranos a raportat investitorilor că procesul, care a solicitat inițial 140 de milioane de dolari în daune, a fost soluționat pentru mai puțin de 30 de milioane de dolari.[22][23]
În martie 2015, Clinica Cleveland a anunțat un parteneriat cu Theranos pentru a-și testa tehnologia și a reduce costul testelor de laborator.[24][25] În iulie 2015, Theranos a devenit furnizorul de lucrări de laborator pentru asigurătorii din Pennsylvania AmeriHealth Caritas și Capital Blue Cross.[26][27] În iulie 2015, Food and Drug Administration a aprobat utilizarea dispozitivului companiei de testare a sângelui prin pungire pentru virusul herpes simplex (HSV-1) în afara unui cadru de laborator clinic.[28][29] Theranos a fost desemnată Compania Bioscience a Anului 2015 de către Arizona BioIndustry Association (AzBio).[30]

## Expunere și cădere
În februarie 2015, profesorul de la Stanford, John Ioannidis, a scris în Jurnalul Asociației Medicale Americane că nicio cercetare evaluată de colegii de la Theranos nu a fost p